# Dynamic Channel Index
Dynamic Channel Index - Jest to funkcja niektórych telewizorów (zwłaszcza nowej generacji}). Umożliwia podgląd 12 stacji jednocześnie. Środkowy obraz jest największy i ruchomy. Funkcja ta ułatwia dostęp do programów telewizyjnych i ich wybór.